# Генрих VI, часть 1
«Ге́нрих VI, часть 1» (англ. Henry VI, Part 1) — историческая хроника Уильяма Шекспира, первая часть драматической трилогии о царствовании в Англии и Франции Генриха VI, написанная в начале 1590-х годов и впервые опубликованная в 1623 году. Одно из самых первых (в рамках некоторых гипотез — самое первое) произведений Шекспира.

## Сюжет

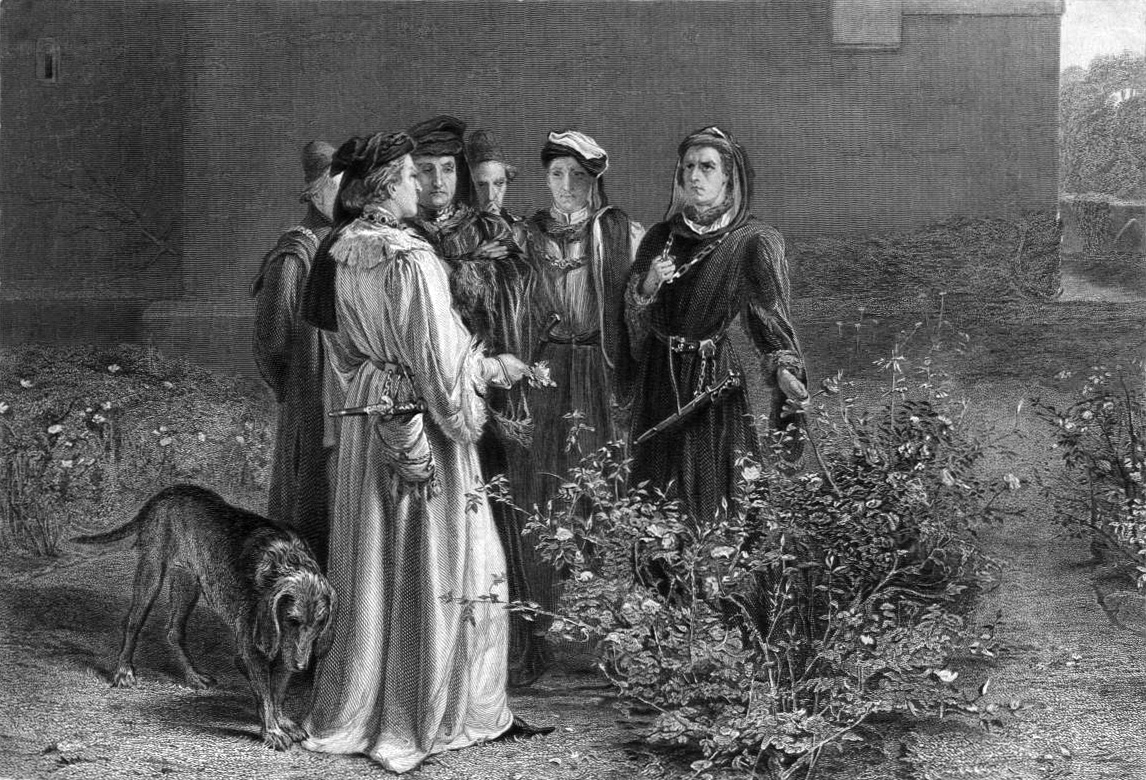
Выдуманная Шекспиром сцена в саду Темпла: представители двух враждующих партий английской знати выбирают свои символы — красные и белые розы.

Пьеса начинается с похорон короля Англии Генриха V в Вестминстерском аббатстве в 1422 году. Покойного оплакивают его братья Бедфорд и Глостер и дядя Эксетер. В первой же сцене обозначена ключевая тема пьесы: неадекватность нового короля Генриха VI (в его способностях сомневаются принцы) и распри вельмож (происходит столкновение между Глостером и кардиналом Бофортом) ведут Англию к неудачам в войне с Францией. Прибывающие один за другим гонцы сообщают, что дофин Карл занял ряд важных городов, короновался в Реймсе и взял в плен констебля лорда Толбота. Бедфорд немедленно отправляется на континент, чтобы принять командование армией, а Глостер остаётся регентом в Англии.
Англичане берут дофина в осаду в Орлеане. Дюнуа рассказывает Карлу о Жанне Девственнице — молодой женщине, которая, по её словам, может вызывать духов и знает, как победить врага. Дофин подвергает её проверке и ставит во главе армии. Граф Солсбери погибает в схватке, Жанна атакует англичан, сходится в рукопашной с Толботом и побеждает его благодаря колдовству. Толботу приходится отступить от Орлеана. Однако вскоре выясняется, что англичане всё-таки смогли взять город.
Тем временем в Англии усиливается вражда между Ричардом Плантагенетом и Сомерсетом. Эти вельможи просят остальных лордов присягнуть на верность одному из них, и те во время встречи в саду Темпла выбирают либо красные, либо белые розы, чтобы показать, на чьей они стороне. Таким образом, зритель впервые видит разделение знати на два лагеря, которые впоследствии столкнутся в Войнах Алой и Белой розы. Ричард навещает своего дядю Эдмунда Мортимера, заключенного в Тауэр. Тот рассказывает племяннику историю конфликта его семьи с Ланкастерами — как Мортимеры и Йорки помогли Генри Болингброку отобрать корону у Ричарда II, но затем были отодвинуты на задний план, как Генрих V казнил отца Ричарда Плантагенета, а его семью лишил владений и титулов. Мортимер называет себя законным наследником трона и говорит племяннику, что права на корону перейдут к нему. Поражённый этими откровениями, Ричард решает добиваться потерянного наследства. После смерти Мортимера он просит Генриха VI восстановить титул герцога Йоркского, и тот делает это.
На континенте французы отвоёвывают, а затем теряют Руан. После очередного сражения умирает Бедфорд, и командование принимает Толбот. Жанна Девственница успокаивает дофина, пришедшего в ужас из-за потери Руана, и заключает союз с герцогом Бургундским. Генрих VI, прибывший в Париж, умоляет Ричарда Йоркского и Сомерсета забыть о ссоре; не подозревая о последствиях своих действий, он выбирает алую розу, символически присоединившись к Сомерсету и оттолкнув от себя Ричарда. Перед возвращением в Англию, чтобы укрепить мир между Сомерсетом и Ричардом, король назначает первого командиром конницы, а второго — командиром пехоты. Тем временем Толбот попадает во французскую засаду под Бордо. Он просит о помощи, но не получает её из-за обострившегося конфликта между командующими и гибнет в схватке.
После этой победы Жанна Девственница теряет способность вызывать духов. Англичане берут её в плен и сжигают на костре. Генрих VI по настоянию папы и императора предлагает дофину мир, тот нехотя соглашается, чтобы позже нарушить клятву. Граф Саффолк захватывает в плен юную французскую принцессу Маргариту Анжуйскую, которую хочет выдать замуж за Генриха, чтобы взять его под свой контроль. Глостер советует королю отказаться, поскольку семья Маргариты небогата и этот брак недостаточно почётен для монарха. Однако Генрих, очарованный описанием красоты принцессы, решает на ней жениться. Саффолк отправляется во Францию за Маргаритой, в то время как Глостер с тревогой размышляет о будущем.
Исследователи отмечают, что Шекспир в своей хронике изобразил реальные исторические события с многочисленными ошибками, анахронизмами и сознательным отступлением от исторической истины ради прославления воинской доблести англичан. Жанна д’Арк оказывается в пьесе злой ведьмой (что, впрочем, характерно для английской драматургии конца XVI века), хронология игнорируется, чтобы вместить в одну пьесу 30-летний исторический период. Из трёх ключевых для пьесы конфликтов два переходят нерешёнными в следующую часть трилогии.

## История текста
Первая часть «Генриха VI» стала одной из самых первых пьес Шекспира. Литературоведы относят её к первому этапу творчества драматурга наряду с ещё тремя историческими хрониками, трагедией «Тит Андроник» и обеими поэмами. При этом нет точных данных о времени написания и о том, была ли первая часть создана раньше двух других частей. Достоверно известно, что Шекспир написал пьесу после 1589 года (это дата публикации «Королевы фей» Спенсера, которая предшествует хронике в «Реестре книгопечатников») и не позже августа 1592 года, когда Томас Нэш упоминает Толбота, снова сражающегося на сцене. В 1592 году первая часть упоминается к тому же в дневнике антрепренёра Филипа Хенслоу в связи с её постановкой в принадлежавшем Хенслоу театре «Роза».
Детали датировки являются предметом научной дискуссии. Многие исследователи поддерживают гипотезу Чеймберса, согласно которой первая часть «Генриха VI» была создана после второй и третьей, примерно в 1591—1592 годах. Их оппоненты настаивают на большей архаичности первой части, делая отсюда вывод, что она была написана раньше, чем продолжение, и стала самой первой пьесой Шекспира.
Первое известное науке издание пьесы было предпринято в «Первом фолио» в 1623 году.
В 2016 году в Великобритании был снят телевизионный фильм «Генрих VI, часть 1», ставший частью цикла «Пустая корона».